# هلال (تشناران)
هلال (بالفارسية: هلال) هي قرية تقع في قسم تشناران الريفي (مقاطعة تشناران) في إيران. يقدر عدد سكانها بـ 78 نسمة بحسب إحصاء 2016.